# Viðarlundin á Tungu

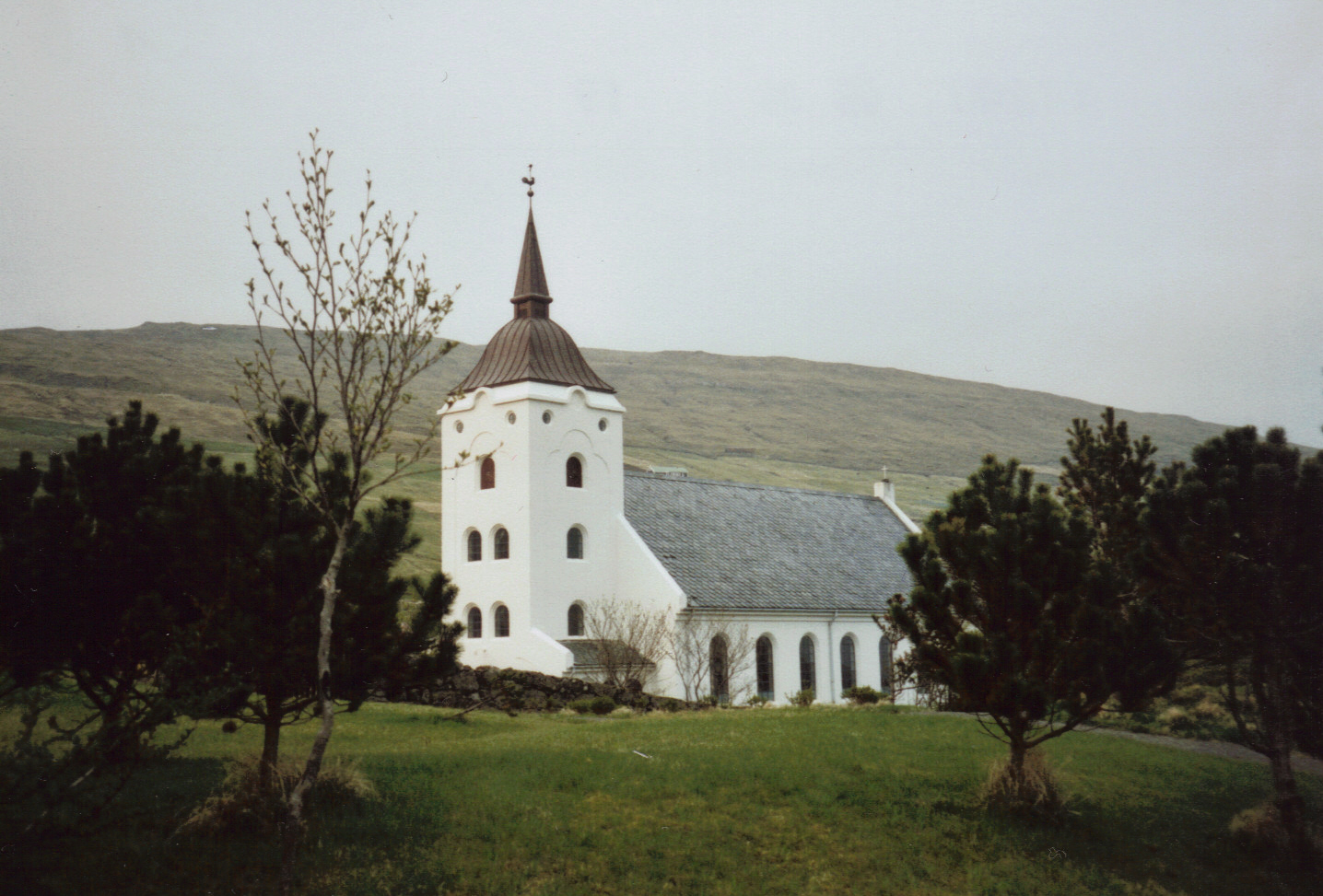
Blick vom Park zur Kirche

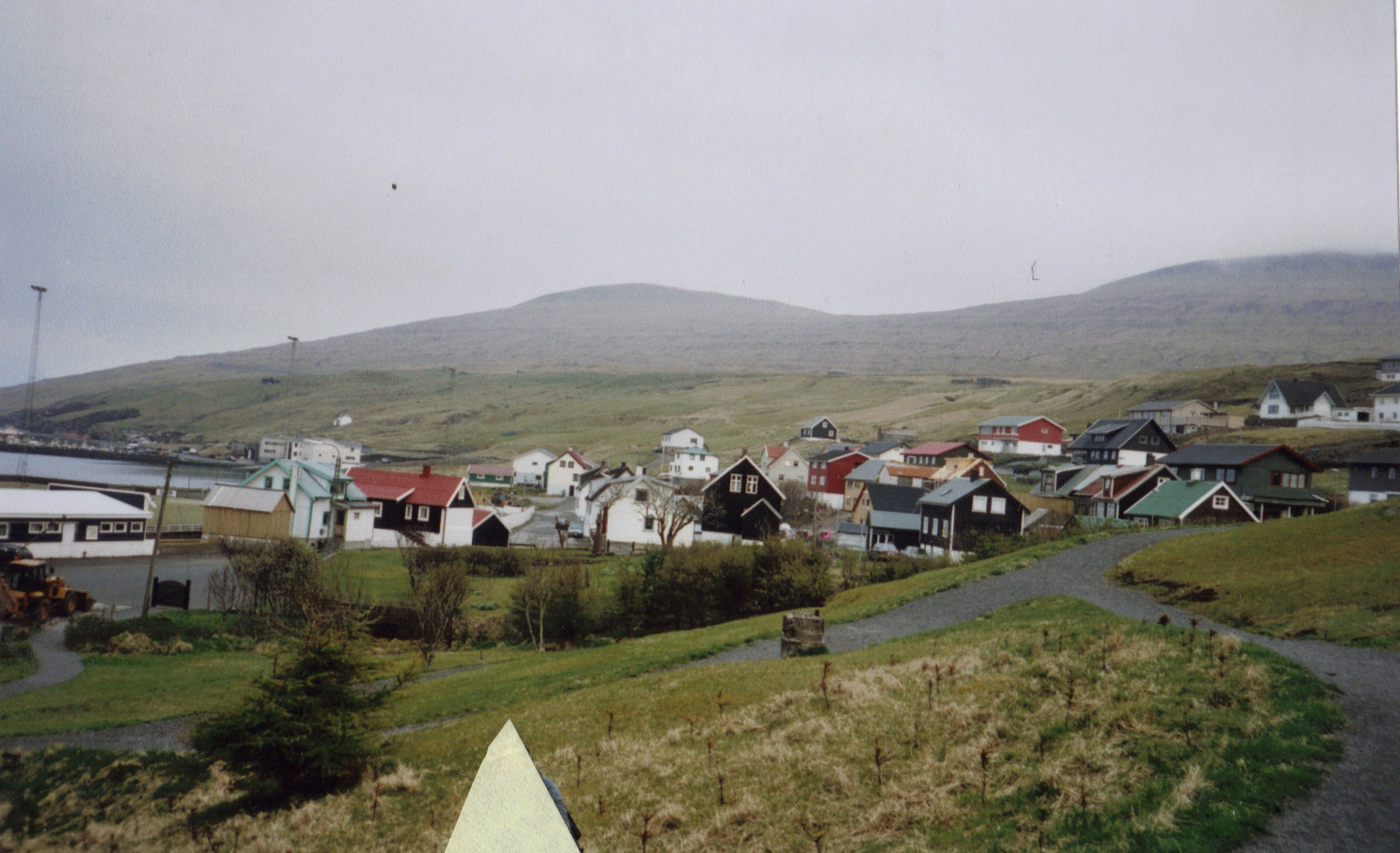
Blick vom Park zum Dorf

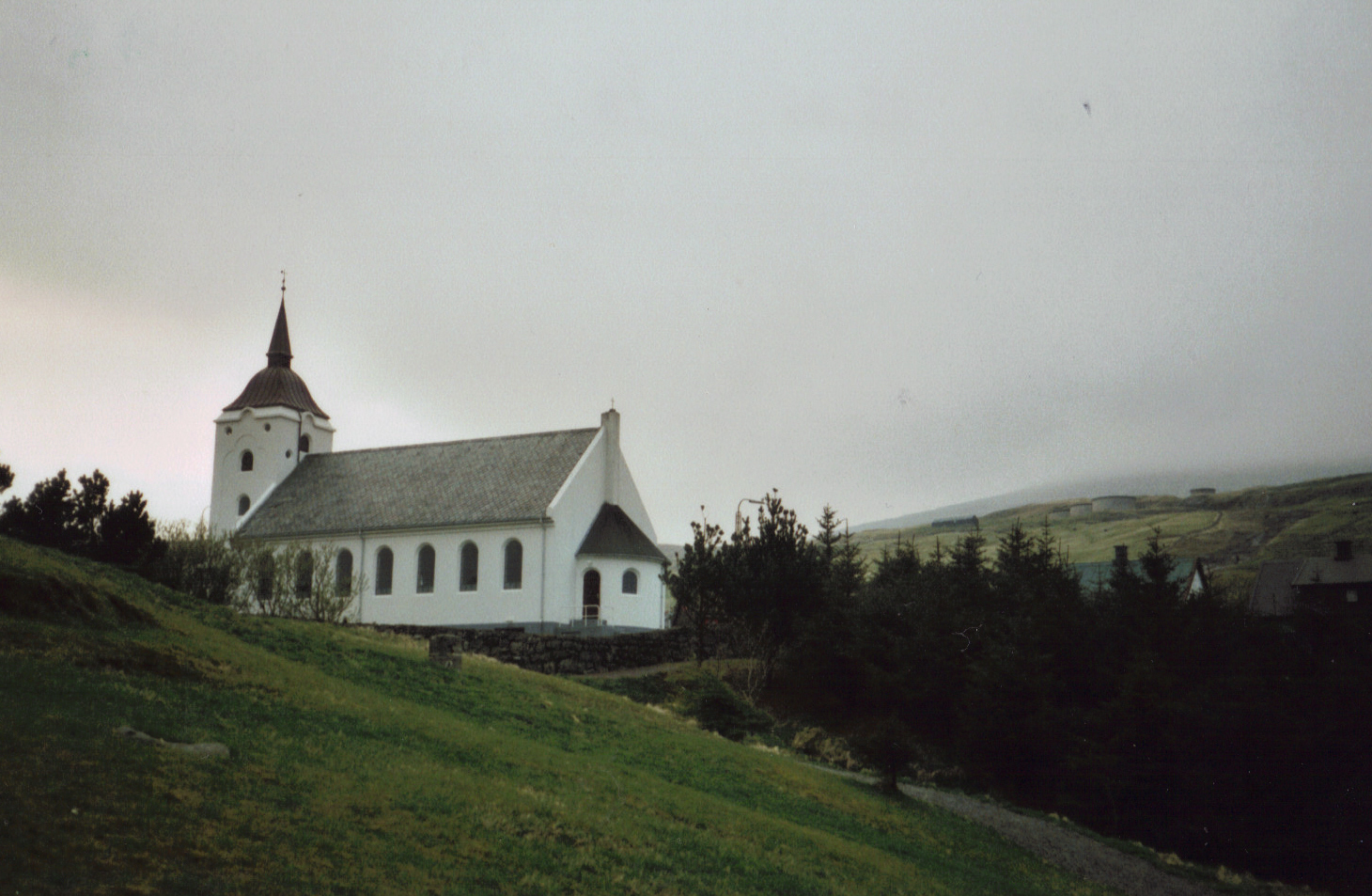
Blick vom Park zur Kirche

Viðarlundin á Tungu ist ein Park im Dorf Miðvágur auf der färöischen Insel Vágar. Er besteht hauptsächlich aus Fichten, Kiefern, Eschen und Birken und befindet sich mitten im Ortskern in unmittelbarer Nachbarschaft der Kirche.  Ursprünglich befand sich hier der Friedhof. Das färöische Wort viðarlund bedeutet wörtlich „Gehölz“ und bezeichnet eine Parkanlage oder einen Wald auf den Färöern, von deren Fläche nur 0,06 % bewaldet sind.
Die Gemeinde Miðvágur wandte sich am 18. Juli 1979 an die Forstbehörde (Skógfriðingarnevndin) der Färöer mit der Bitte, im Ortskern am alten Friedhof hinter der Kirche auf dem „Á Tungu“ genannten Gelände einen Park anzulegen. Diesem Wunsch wurde am 11. Juli 1980 entsprochen, so dass mit der Bepflanzung begonnen werden konnte.
Der Park Viðarlundin á Tungu ist im Besitz der Gemeinde Miðvágur (Miðvágs kommuna) und bedeckt insgesamt eine Fläche von 11.780 m², von denen 11.590 m² auf das Grundstück Flur 233a, den ehemaligen Friedhof, und 190 m² auf Flur 80 entfallen. Damit ist er erheblich größer als der Park Viðarlundin á Abbreyt in der benachbarten Ortschaft Sandavágur und die größte Grünanlage der Insel Vágar.
Die Färöer sind mit ihrem feuchten kühlen Klima für das Gedeihen von Bäumen denkbar ungeeignet, denn die Bodenkrume ist relativ dünn und bietet Baumwurzeln wenig Halt. Nicht selten weht starker Wind, der Bäume entwurzeln kann, und es kommt vor, dass die Bäume in einem milden Januar oder Februar ausschlagen und im Frühjahr durch plötzlich einbrechenden Frost überrascht werden.
Der Viðarlundin á Tungu ist eine besondere Sehenswürdigkeit der Gemeinde Miðvágur, da sich hier zeigt, dass auf den Färöern durchaus ein Wald bzw. eine Parkanlage existieren kann. Wie alle Wälder bzw. Parkanlagen der Färöer außerhalb der Hauptstadt Tórshavn ist auch der Viðarlundin á Tungu, in dessen Mitte sich eine Wiese befindet, eingezäunt. Er hat mehrere Eingänge und wird von befestigten Spazierwegen mit Ruhebänken durchzogen.